# Dahl (Wiehl)
Dahl (hommersch Daal) ist eine Ortschaft der Stadt Wiehl im Oberbergischen Kreis im Regierungsbezirk Köln in Nordrhein-Westfalen (Deutschland).

## Lage und Beschreibung
Der Ort liegt in Luftlinie rund sechs Kilometer westlich vom Stadtzentrum von Wiehl entfernt an der Landesstraße L 321. Dahl liegt südlich der Bundesautobahn 4.

## Geschichte
In der Landsteuerliste von 1555 wird der Ort mit der Bezeichnung Im Daill geführt. Im Jahr 1575 verzeichnet die A. Mercator-Karte die Ansiedlung im Dall. Im Futterhaferzettel der Herrschaft Homburg von 1580 werden für den Ort Im Daell vier Bergische Untertanen als Abgabepflichtige benannt.  Die Namensherkunft ist nicht gesichert, vermutlich ist der Ortsname von der Lage im Tal des Uelpebaches herzuleiten.

## Freizeit

### Wander- und Radewege
- Der Ortsrundwanderweg A1 führt südlich  um Dahl herum.
- Dahler Berg, Richtung Brächener Spielplatz.